# Max Landis (basketballer)
Max Landis (Indianapolis, 2 februari 1993) is een Amerikaans basketballer.

## Carrière
Landis speelde collegebasketbal voor de Gardner–Webb Runnin' Bulldogs van 2011 tot 2013. Hij maakte daarna de overstap naar Purdue Fort Wayne Mastodons waar hij na een jaar uitzitten speelde van 2014 tot 2016. In 2016 werd hij niet gekozen in de NBA draft en tekende een contract bij Okapi Aalst in de Belgische competitie waar hij een seizoen speelde. Het seizoen erop trok hij naar Duitsland en tekende bij Gießen 46ers waar hij twee seizoenen speelde.
In de zomer van 2019 tekende hij bij de Portugese eersteklasser FC Porto. Bij Porto verlengde hij meermaals zijn contract, in februari 2023 verlengde hij zijn contract tot 2025. In de zomer van 2024 speelde hij in de The Basketball Tournament voor Men of Mackey.

## Erelijst
- Taça Hugo dos Santos: 2021
- Supertaça de Portugal de Basquetebol: 2024
- Taça de Portugal de Basquetebol: 2024, 2025